# ペンタトニックス
ペンタトニックス（Pentatonix）はアメリカ合衆国出⾝の5人組アカペラグループ。2011年に結成、デビューした。

## 概要
高校時代にスコット、ミッチ、カースティの三人でボーカルトリオを結成。レディー・ガガの「テレフォン」をカバーしたア・カペラ・ビデオがYouTubeで30万回再生されるなどネット上で人気を得る。その後、新たに友人を通じて出会ったアヴィと本人のYouTube動画によりコンタクトを取ったケヴィンの二人が加わりペンタトニックスを結成。グループ名の由来は五音音階を意味するペンタトニックスケールから。
2011年、NBCのア・カペラ・オーディション番組「The Sing Off」シーズン3(en)に出演する。メンバーが初めて正式に顔を合わせたのは出演オーディションのわずか24時間前であったのにもかかわらず、その唯一無二のスタイルと高い楽曲アレンジ能力が評価され優勝。その後、本格的に活動するためロサンゼルスに拠点を移し、公式YouTubeにカバー楽曲を上げはじめ話題となる。
2013年末にリリースされたア・カペラ・カバー「Daft Punk」（ダフト・パンクの「ワン・モア・タイム」、「デジタル・ラヴ」、「ゲット・ラッキー」などを含んだメドレー）はYouTubeで3億回再生を記録。
2014年8月、サマーソニック出演のため初来日。ラゾーナ川崎でも公演。
2014年11月26日に日本でリリースされたクリスマスアルバムでは日本のアーティスト山下達郎の「クリスマスイヴ」のカバーが収録されている。
2014年12月、クリスマスアルバムのリリースに合わせ再び来日。『めざましテレビ』などのメディアに出演する。
2015年2月「最優秀インストゥルメンタル編曲賞(Best Arrangement, Instrumental Or A Cappella)」部門にて「Daft Punk」でグラミー賞を受賞。
2015年6月、On My Way Home Tour のため来日。日本で初の単独公演を行う。東京3公演、名古屋福岡大阪と各都市を回った。
2015年11月、デビューアルバム「PENTATONIX」のリリースに合わせ来日。ラゾーナ川崎でアルバム発売記念イベントとして2度目の公演。雨の中8000人が集結した。『スッキリ!!』、『めざましテレビ』、『プレミアMelodix!』、『Love music』などのテレビ番組や、様々なラジオにも出演した。
2016年2月、前年のDaft Punkメドレーに続いて「最優秀インストゥルメンタル編曲賞(Best Arrangement, Instrumental Or A Cappella)」部門にて「くるみ割り人形(Dance of the Sugar Plum Fairy)」で2度目のグラミー賞を受賞。
2016年4月、音楽フェス「POPSPRING」出演のため来日。東京、大阪の二つの都市でトリとして出演した。この時東京公演にて世界で初めてメーガン・トレイナーの「No」のカバーを披露した。その後名古屋で単独公演。
2016年8月、2度目のサマーソニック出演のため来日。東京と大阪にて出演。世界で初めてトゥエンティ・ワン・パイロッツの「Ride」とPerfumeメドレーを披露した。また、お台場にてめざましライブに出演する予定だったが台風の影響により中止となった。
2017年2月、「最優秀カントリー・デュオ/グループ・パフォーマンス賞」部門にて『「Jolene」feat. Dolly Parton』で3度目のグラミー賞を受賞。
2017年5月、ベースのAvi Kaplanがグループを脱退。
2017年10月、Matt Salleeが新たなベースとしてグループに加入。
2020年12月、日本の女性ボーカルグループLittle Glee Monsterとのア・カペラ楽曲『Dear My Friend』をリリース。MVは新型コロナウイルスの影響のためすべてリモートで行われた。
2021年8月、K-POPグループATEEZとのコラボレーション曲『A Little Space feat.ATEEZ』を配信。

## メンバー
- スコット・ホーイング（Scott Richard Hoying、1991年9月17日） / リード・ヴォーカル
  - テキサス州アーリントン出身。グループのリーダー的存在。金髪が特徴で身長が191cmでメンバーの中で最も高い。メンバーのミッチ、カースティンとは幼馴染。ドイツとイギリスの血が入っている。[3]
  - グループの作曲家。音楽性としてはリフというテクニックが得意で、ビヨンセの熱狂的ファン。グループを結成するまで南カリフォルニア大学で音楽を勉強していた。[4]
  - 同メンバーのミッチとスーパーフルーツ(SuperFruit)というコンビ名でYouTubeチャンネルを持っており毎週火曜日に動画を配信している。
  - 4年生の時にカドルズという名前の変身ビーバーを主人公に漫画を描いたことがある。[5]
  - 部屋に閉じこもり16時間連続で「どうぶつの森」をやったことがある。[5]
  - フュージョン・チェスという新しいチェスを編み出し周囲に流行らせたがチェスクラブの年長の女子にどやされ追い出された経験がある。[5]
  - ルービックキューブを2分23秒で解ける。
  - 2009年に17歳でHigh School Musical 4のオーディションを受けるなど、表情豊かな一面を持つ。
  - ミッチ・グラッシと共にゲイであることを公言している[6]。
  - プロ野球選手のジャレッド・ホイングは従兄。[7]

- カースティン・マルドナード（Kirstin Taylor Maldonado、1992年5月16日） / リード・ヴォーカル
  - テキサス州アーリントン出身。グループの紅一点。
  - メキシコ、スペイン、イタリア、フランスの血が入っている。[3]
  - グループを結成するまでオクラホマ大学でミュージカル演劇を学んでいた。[4]
  - 他のメンバーの身長が非常に高いこともあり、いつも高いヒールをはいている。本人曰く「ヒールを履いて生まれてきた」らしい。
  - ドラマチックでイライラさせられるような女の子同士のドラマが少ないと思うので唯一の女性メンバーという点は気に入っている。[4]
  - 左足首に鍵、右手の指に恋人の名前の頭文字である「JML」、右手首に三日月の絵、右腕に「Philippians 4:13」の文字（聖書の引用で「私は、私を強くしてくださる方によって、どんなことでもできるのです。」と書かれているピリピ人への手紙4章13節を指している）、右腕の内側に青い目のハスキー犬、右の耳後ろに音符のタトゥーが入っている。
  - 名前を間違われる事が多く、The Sing-Offの番組内でも審査員にクリスティー(Christie)と呼ばれてしまった。カースティ(Kirstie)は本名カースティン(Kirstin)の短縮形、アメリカの公式サイトではカースティン(Kirstin)なのだが日本公式サイトではカースティ、日本公式Twitterではカースティンと紹介されたり日本での表記は定まっていない。
  - 日本での公演ではウィッグを多用する。
  - 2022年3月に第1子妊娠を発表[8]、同年6月28日に第1子出産[9]。
  - 2024年12月現在第2子を妊娠中。

- ミッチ・グラッシ（Mitchell Coby Michael Grassi、1992年7月24日） / リード・ヴォーカル
  - テキサス州アーリントン出身。The Sing-Off出場時はまだ高校生だった。
  - イタリア、アイルランド、スコットランド、ウェールズの血が入っている。[3]
  - 声が高いため中学の時にいじめられた経験を持つ。
  - メンバー内で最も歌が上手いと評判。[3]
  - デッドマウス、エイフェックス・ツインのロゴマーク、魔女の宅急便より黒猫ジジ、セミ、クリスタル、スポンジボブ、同作品のキャラクター9種、「Girls are from venus」という文字とともにハエトリグサのような観葉植物、千と千尋の神隠しとトトロよりススワタリ、骸骨、安全ピン、コウモリ、ヨーロッパツアーの際の道順、「collarbone(鎖骨)」の文字、「BAD GIRL」の文字、「!!」の文字、目、「⁇?」と書かれた旗のようなマークの計25個のタトゥーが入っている。(2016年9月現在)
  - チョコレートが好きだがチョコレート味のアイスクリームは嫌い。[5]
  - 折り紙の鶴を折れる。
  - 子供の頃サッカーをしていたが本人曰く下手だったためずっとキーパーだった。[5]
  - 学生の頃バインダーに日本のアーティストを挟んでいた。[4]現在はベビーメタル、きゃりーぱみゅぱみゅ、Gacktが好き。[4]おそらくメンバーで一番日本の文化に詳しい。

- ケヴィン・オルソラ（Kevin Oluwole Olusola、1988年10月5日）/ ビートボクサー
  - ケンタッキー州オーエンズボロ出身。グループ最年長。
  - グレナダとナイジェリアのハーフ。[3]
  - 絶対音感を持っており[3]ヒューマンビートボックスによる美しいハーモニーが持ち味。パフォーマンス前に彼でチューニングすることもしばしば。
  - グループを結成するまでイエール大学に通っており、東アジア研究と医進過程を終えようとしていた。中国に住んで医学をやろうとしていたところだったので医学部に行く準備をしていた。[4]
  - イエール大学在学中は東アジア研究をしており、中国への留学経験から中国語も堪能。
  - チェリストでもある。日本のアメリカ大使館でチェロの演奏をしたことがある。チェロの名前は「ビヨンセ」。
  - チェロを演奏しながらビートボックスを奏でるチェロボキシング(Cello-boxing)の動画をYouTubeにアップし注目を集め、その動画が新しいメンバーを探していたスコットたちの目に留まりペンタトニックスに加入することとなった。
  - チェロとビートボックスを同時にやろうと思ったきっかけは、中国留学時、よくビートボックスを披露しチェロの話もしていた当時の中国語の先生から「チェロと一緒にビートボックスをやろうとしたことはある？」と言われたこと。クラシック音楽に何かを付け加えると批判されやすいと考えていたケヴィンはあまり乗り気ではなかったが面白いアイディアだと思いやり始めた。[4]
  - 最初にマスターしようとしたのはスネアの音。同時進行で息を吸いながらビートボックスをして疲れない方法を学んだ。[4]

- マット・サリー（Matthew Levon Sallee、1994年2月11日） / ヴォーカル・ベース
  - メリーランド州ボルチモア出身。
  - 2017年10月にベースとして加入することが発表された。[10]
  - 音楽教師である父親の指導のもと、幼い時期に教会で歌を始め、学校や南メリーランド地区で多くのショーやミュージカルに出演した。[11]
  - バークリー音楽大学出身。
  - アカペラグループ、Pitch Slappedの元メンバー。
  - あらゆるジャンルの歌を歌っており、観客のスタイルに合った多彩なスタイルを持っている。

## 元メンバー
- アヴィ・カプラン（Avriel Benjamin  Kaplan、1989年4月17日） / ヴォーカル・ベース
  - カリフォルニア州バイセイリア出身。長い髪とヒゲが特徴。
  - ロシア系ユダヤ人(Russian Jewish)である。[3]
  - グループを結成するまで大学でオペラを専攻していた。[4]
  - 大学の時ルームメイトから教わった同時にトーンの異なる二つの音を出す、ホーミー(オーバートーン)が得意で曲中でもよく使用している。[4]
  - ナルト、ドラゴンボールなどジャンプ系のアニメを空き時間によく見ており、かなりのアニメ好き。
  - 実姉であるエスター・カプランもツアーマネージャーとしてメンバーを支えている。
  - 日本時間2017年5月13日、グループからの脱退を発表した。[12][13] 現在はソロのシンガーソングライターとして活動している。

## ディスコグラフィ

### アルバム
| 年                                        | タイトル                      | アルバム詳細                                                                                       | チャート最高位 | チャート最高位 | チャート最高位 | チャート最高位 | チャート最高位 | チャート最高位 | チャート最高位 | チャート最高位 | チャート最高位 | チャート最高位 | チャート最高位 | 認定                                              |
| 年                                        | US                            | AUS                                                                                                | AUT            | CAN            | FRA            | GER            | JPN            | NLD            | NZ             | SWI            | UK             |                |                |                                                   |
| ----------------------------------------- | ----------------------------- | -------------------------------------------------------------------------------------------------- | -------------- | -------------- | -------------- | -------------- | -------------- | -------------- | -------------- | -------------- | -------------- | -------------- | -------------- | ------------------------------------------------- |
| 2014                                      | PTX, Vols. 1 & 2              | - 発売日: 2014年7月30日 - レーベル: RCA - フォーマット: CD, digital download                       | —              | 63             | —              | —              | —              | —              | 6              | —              | —              | —              | —              |                                                   |
| 2014                                      | PTX                           | - 発売日: 2014年9月19日 - レーベル: RCA - フォーマット: CD, digital download                       | —              | —              | 20             | —              | 94             | 34             | —              | —              | —              | 27             | —              |                                                   |
| 2014                                      | That's Christmas to Me        | - 発売日: 2014年10月21日 - レーベル: RCA - フォーマット: CD, digital download - 全米売上: 205万枚  | 2              | 21             | 11             | 4              | —              | 96             | 18             | 37             | 23             | 63             | 79             | - US: 2× プラチナ - AUT: ゴールド - CAN: プラチナ |
| 2015                                      | Pentatonix                    | - 発売日: 2015年10月16日 - レーベル: RCA - フォーマット: CD, digital download - 全米売上: 48.3万枚 | 1              | 5              | 14             | 7              | 83             | 38             | 13             | 14             | 8              | 24             | 18             | - US: ゴールド                                    |
| 2016                                      | A Pentatonix Christmas        | - 発売日: 2016年10月21日 - レーベル: RCA - フォーマット: CD, digital download - 全米売上: 93.8万枚 | 1              | 16             | 4              | 1              | 147            | 13             | 47             | 13             | 18             | 15             | 73             | - US: プラチナ - AUT: ゴールド - CAN: プラチナ    |
| 2018                                      | PTX Presents: Top Pop, Vol. l | - 発売日: 2018年4月13日 - レーベル: RCA - フォーマット: CD, digital download - 全米売上: 2.9万枚   | 10             | 26             | 8              | 15             | —              | 35             | 33             | 23             | 30             | 19             | 76             |                                                   |
| 2018                                      | Christmas Is Here!            | - 発売日: 2018年10月26日 - レーベル: RCA - フォーマット: CD, digital download                      | 7              | 100            | 27             | 18             | —              | —              | 94             | —              | —              | —              | —              |                                                   |
| 2020                                      | We Need A Little Christmas    | - 発売日: 2020年11月13日 - レーベル: RCA - フォーマット: CD, digital download                      | 23             | 64             | 29             | 46             | —              | —              | 75             | —              | —              | —              | —              |                                                   |
| 2021                                      | The Lucky Ones                | - 発売日: 2021年2月12日 - レーベル: RCA - フォーマット: CD, digital download                       | 123            | —              | —              | —              | —              | —              | 81             | —              | —              | 36             | —              |                                                   |
| 2021                                      | Evergreen                     | - 発売日: 2021年10月29にt - レーベル: RCA - フォーマット: CD, digital download                     | 72             | —              | —              | —              | —              | —              | 150            | —              | —              | —              | —              |                                                   |
| "—"は未発売またはチャート圏外を意味する。 |                               | |                |                |                |                |                |                |                |                |                |                |                |                                                   |

### EP
| 年                                        | タイトル                | アルバム詳細                                                                                               | チャート最高位 | チャート最高位 | チャート最高位 | チャート最高位 | チャート最高位 | チャート最高位 | チャート最高位 | チャート最高位 | チャート最高位 | チャート最高位 | 認定 |
| 年                                        | US                      | AUS | AUT            | CAN            | DEN            | FIN            | FRA            | ITA            | NZ             | UK             |                |                |      |
| ----------------------------------------- | ----------------------- | --- | -------------- | -------------- | -------------- | -------------- | -------------- | -------------- | -------------- | -------------- | -------------- | -------------- | ---- |
| 2012                                      | PTX, Volume 1           | - 発売日: 2012年6月26日 - レーベル: Madison Gate - フォーマット: CD, digital download - 全米売上: 20万枚   | 14             | —              | —              | —              | —              | —              | 19             | —              | —              | —              |      |
| 2012                                      | PTXmas                  | - 発売日: 2012年11月13日 - レーベル: Madison Gate - フォーマット: CD, digital download - 全米売上: 44万枚  | 7              | 78             | 36             | —              | —              | —              | —              | —              | 35             | —              |      |
| 2013                                      | PTX, Vol. ll            | - 発売日: 2013年11月5日 - レーベル: Madison Gate - フォーマット: CD, digital download - 全米売上: 19.9万枚 | 10             | —              | —              | —              | —              | —              | 154            | —              | 35             | —              |      |
| 2014                                      | PTX, Vol. lll           | - 発売日: 2014年9月23日 - レーベル: RCA - フォーマット: CD, digital download - 全米売上: 20.1万枚          | 5              | 19             | —              | 8              | 21             | 47             | 139            | 89             | 19             | —              |      |
| 2017                                      | PTX, Vol. lV - Classics | - 発売日: 2017年4月7日 - レーベル: RCA - フォーマット: CD, digital download - 全米売上: 5万枚              | 4              | 10             | 20             | 8              | —              | —              | —              | 38             | 14             | 41             |      |
| 2020                                      | At Home                 | - 発売日: 2020年6月24日                                                                                    | —              | 1              | 6              | —              | —              | —              | —              | —              | —              | —              |      |
| "—"は未発売またはチャート圏外を意味する。 |                         | |                |                |                |                |                |                |                |                |                |                |      |